# Borgo Montenero
Borgo Montenero, è una frazione del comune di San Felice Circeo, insignita dal 2022 di Medaglia d'oro al Merito Civile.

## Storia
Situato a 7 km da Sabaudia, la sua costruzione risale al biennio 1934-35. Borgo Montenero è uno dei centri abitati di nuova fondazione sorto durante la bonifica delle paludi pontine promossa dal governo fascista. La frazione sorge su un'area rurale a vocazione agricola.
Nel corso della seconda guerra mondiale, la frazione fu teatro di conflitti tra militari tedeschi e civili. Il 4 maggio del 1944 nel campo sportivo del borgo cinque cittadini originari di Terracina, accusati di non aver eseguito immediatamente l’ordine di evacuazione, dopo il rastrellamento furono trucidati da un plotone tedesco. 

## Principali edifici pubblici
La parrocchia intitolata a san Francesco, opera dell’ingegner Alfredo Pappalardo, venne eretta per Decreto vescovile nel 1935.

## Tradizioni locali
In primavera si svolge annualmente una mostra agricola.
Il 4 maggio si celebra annualmente la cerimonia in memoria dell'eccidio dei cinque fucilati dai tedeschi.

## Nella letteratura italiana
Lo scrittore di Latina Antonio Pennacchi menziona Borgo Montenero nel romanzo Premio Strega 2010 Canale Mussolini e nel sequel Canale Mussolini. Parte seconda.